# Двуречье (Ростовская область)
Двуре́чье — посёлок в Кагальницком районе Ростовской области.
Административный центр Калининского сельского поселения.

## Население
| 2010 |
| ---- |
| 1388 |

## Улицы
| - ул. Береговая, - ул. Горького, - ул. Дорожная, - ул. Заводская, - ул. Комсомольская, | - пер. Майский, - ул. Молодёжная, - ул. Московская, - ул. Новая, - ул. Первомайская, | - ул. Садовая, - ул. Советская, - ул. Степная, - ул. Школьная. |

## История
В 1987 году указом Президиума Верховного Совета РСФСР посёлку центральной усадьбы Кагальницкого зерносовхоза присвоено наименование Двуречье.